# Bahnstrecke Wilstedt–Tostedt
| Wismarer Schienenbus T 1 im Bahnhof Zeven Süd (2012) |                         |                                               |                                               |
| Streckennummer (DB): | 9127                    |                                               |                                               |
| Kursbuchstrecke (DB): | 217e (1960–68)          |                                               |                                               |
| Kursbuchstrecke: | 190h (1934) 217f (1946) |                                               |                                               |
| Streckenlänge: | 63,6 km                 |                                               |                                               |
| Spurweite: | 1435 mm (Normalspur)    |                                               |                                               |
| Streckenklasse: | C3                      |                                               |                                               |
| Streckengeschwindigkeit: | 50 km/h                 |                                               |                                               |
| |                         |                                               |                                               |
| \| \| 0,0 \| Wilstedt \| Wilstedt \| \| \| 3,6 \| Tarmstedt Ost (1934–1956 Anschluss Kleinbahn) \| Tarmstedt Ost (1934–1956 Anschluss Kleinbahn) \| \| \| 7,6 \| Hepstedt \| Hepstedt \| \| \| 10,1 \| Breddorf \| Breddorf \| \| \| 13,0 \| Rhadereistedt \| Rhadereistedt \| \| \| 14,9 \| Ostereistedt \| Ostereistedt \| \| \| 18,6 \| Badenstedt (b Rotenburg/Wümme) \| Badenstedt (b Rotenburg/Wümme) \| \| \| 22,2 \| Oldendorf (b Rotenburg/Wümme) \| Oldendorf (b Rotenburg/Wümme) \| \| \| \| B 71 (Rotenburger Straße) \| \| \| \| \| Mehde-Aue \| \| \| \| \| Draisinenbahnen Berlin-Brandenburg / EVB \| \| \| \| \| von Rotenburg (Wümme) \| \| \| \| 25,9 \| Zeven Süd \| Zeven Süd \| \| \| \| Zeven (Han) \| \| \| \| \| B 71 (Bahnhofstraße) \| \| \| \| \| Mehde-Aue \| \| \| \| 28,4 \| nach Bremervörde \| nach Bremervörde \| \| \| \| von der Asphaltmischanlage DEUTAG \| \| \| \| 29,4 \| Zeven Nord \| Zeven Nord \| \| \| \| B 71 (Kivinanstraße) \| \| \| \| \| Mehde-Aue \| \| \| \| 33,5 \| Heeslingen \| Heeslingen \| \| \| \| Oste \| \| \| \| 36,8 \| Weertzen \| Weertzen \| \| \| 41,4 \| Kuhmühlen \| Kuhmühlen \| \| \| \| A 1 \| \| \| \| \| Raiffeisen (Gla) \| \| \| \| 45,6 \| Sittensen \| Sittensen \| \| \| 48,8 \| Tiste \| Tiste \| \| \| 52,8 \| Herwigshof \| Herwigshof \| \| \| 56,0 \| Heidenau (Kr Harburg) \| Heidenau (Kr Harburg) \| \| \| 58,8 \| Wüstenhöfen \| Wüstenhöfen \| \| \| \| B 75 (Bremer Straße) \| \| \| \| 60,9 \| Tostedt West \| Tostedt West \| \| \| \| \| \| \| \| \| EVB / DB Netz \| \| \| \| \| von Bremen \| \| \| \| 63,6 \| Tostedt / Tostedt Kleinbf \| Tostedt / Tostedt Kleinbf \| \| \| \| nach Hamburg \| \| \| \| \| \| \| \| Quellen: [1][2][3] \| \| \| \| |                         |                                               |                                               |
| Kopfbahnhof Streckenanfang (Strecke außer Betrieb) | 0,0                     | Wilstedt                                      | Wilstedt                                      |
| Bahnhof (Strecke außer Betrieb) | 3,6                     | Tarmstedt Ost (1934–1956 Anschluss Kleinbahn) | Tarmstedt Ost (1934–1956 Anschluss Kleinbahn) |
| Bahnhof (Strecke außer Betrieb) | 7,6                     | Hepstedt                                      | Hepstedt                                      |
| Bahnhof (Strecke außer Betrieb) | 10,1                    | Breddorf                                      | Breddorf                                      |
| Haltepunkt / Haltestelle (Strecke außer Betrieb) | 13,0                    | Rhadereistedt                                 | Rhadereistedt                                 |
| Bahnhof (Strecke außer Betrieb) | 14,9                    | Ostereistedt                                  | Ostereistedt                                  |
| Haltepunkt / Haltestelle (Strecke außer Betrieb) | 18,6                    | Badenstedt (b Rotenburg/Wümme)                | Badenstedt (b Rotenburg/Wümme)                |
| Bahnhof (Strecke außer Betrieb) | 22,2                    | Oldendorf (b Rotenburg/Wümme)                 | Oldendorf (b Rotenburg/Wümme)                 |
| Bahnübergang (Strecke außer Betrieb) |                         | B 71 (Rotenburger Straße)                     | B 71 (Rotenburger Straße)                     |
| Brücke über Wasserlauf (Strecke außer Betrieb) |                         | Mehde-Aue                                     | Mehde-Aue                                     |
| Wechsel des Eisenbahninfrastrukturunternehmens (Strecke außer Betrieb) |                         | Draisinenbahnen Berlin-Brandenburg / EVB      | Draisinenbahnen Berlin-Brandenburg / EVB      |
| Abzweig quer und von rechts · Abzweig ehemals geradeaus und von rechts |                         | von Rotenburg (Wümme)                         | von Rotenburg (Wümme)                         |
| Strecke · Dienststation / Betriebs- oder Güterbahnhof | 25,9                    | Zeven Süd                                     | Zeven Süd                                     |
| Dienststation / Betriebs- oder Güterbahnhof · Strecke |                         | Zeven (Han)                                   | Zeven (Han)                                   |
| Bahnübergang · Bahnübergang |                         | B 71 (Bahnhofstraße)                          | B 71 (Bahnhofstraße)                          |
| Brücke über Wasserlauf · Brücke über Wasserlauf |                         | Mehde-Aue                                     | Mehde-Aue                                     |
| Strecke nach links · Kreuzung geradeaus oben | 28,4                    | nach Bremervörde                              | nach Bremervörde                              |
| Abzweig geradeaus und von links |                         | von der Asphaltmischanlage DEUTAG             | von der Asphaltmischanlage DEUTAG             |
| Dienststation / Betriebs- oder Güterbahnhof | 29,4                    | Zeven Nord                                    | Zeven Nord                                    |
| Bahnübergang |                         | B 71 (Kivinanstraße)                          | B 71 (Kivinanstraße)                          |
| Brücke über Wasserlauf |                         | Mehde-Aue                                     | Mehde-Aue                                     |
| Dienststation / Betriebs- oder Güterbahnhof | 33,5                    | Heeslingen                                    | Heeslingen                                    |
| Brücke über Wasserlauf |                         | Oste                                          | Oste                                          |
| Dienststation / Betriebs- oder Güterbahnhof | 36,8                    | Weertzen                                      | Weertzen                                      |
| Blockstelle | 41,4                    | Kuhmühlen                                     | Kuhmühlen                                     |
| Brücke |                         | A 1                                           | A 1                                           |
| ehemalige Blockstelle |                         | Raiffeisen (Gla)                              | Raiffeisen (Gla)                              |
| Dienststation / Betriebs- oder Güterbahnhof | 45,6                    | Sittensen                                     | Sittensen                                     |
| Dienststation / Betriebs- oder Güterbahnhof | 48,8                    | Tiste                                         | Tiste                                         |
| ehemalige Blockstelle | 52,8                    | Herwigshof                                    | Herwigshof                                    |
| Dienststation / Betriebs- oder Güterbahnhof | 56,0                    | Heidenau (Kr Harburg)                         | Heidenau (Kr Harburg)                         |
| ehemalige Blockstelle | 58,8                    | Wüstenhöfen                                   | Wüstenhöfen                                   |
| Bahnübergang |                         | B 75 (Bremer Straße)                          | B 75 (Bremer Straße)                          |
| Dienststation / Betriebs- oder Güterbahnhof | 60,9                    | Tostedt West                                  | Tostedt West                                  |
| Strecke von links · Abzweig ehemals geradeaus und nach rechts |                         |                                               |                                               |
| Wechsel des Eisenbahninfrastrukturunternehmens · Strecke (außer Betrieb) |                         | EVB / DB Netz                                 | EVB / DB Netz                                 |
| Abzweig geradeaus und von rechts · Strecke (außer Betrieb) |                         | von Bremen                                    | von Bremen                                    |
| Bahnhof · Kopfbahnhof Streckenende (Strecke außer Betrieb) | 63,6                    | Tostedt / Tostedt Kleinbf                     | Tostedt / Tostedt Kleinbf                     |
| Strecke |                         | nach Hamburg                                  | nach Hamburg                                  |
| |                         |                                               |                                               |
| Quellen: |                         |                                               |                                               |

Koordinaten: 53° 16′ 7,1″ N, 9° 43′ 27,6″ O
Die Bahnstrecke Wilstedt–Tostedt (Wilstedt-Zeven-Tostedter Eisenbahn, kurz: WZTE) war eine 1917 eröffnete Privateisenbahn im nordöstlichen Niedersachsen.
Bis 1949 trugen sie und ihre Betreibergesellschaft den Namen Kleinbahn Wilstedt-Zeven-Tostedt.

## Verlauf
Die Strecke verband das Dorf Wilstedt über Tarmstedt, Zeven, Heeslingen, Sittensen und Heidenau mit der Bahnstrecke Bremen–Hamburg in Tostedt.
In Zeven wurde sie von der Staatsbahnstrecke Bremervörde–Walsrode gekreuzt. Die Bahnhöfe Zeven (Han) der Staatsbahn und Zeven Süd der WZTE lagen direkt nebeneinander und erhielten eine Verbindungsweiche. Hier war auch der Betriebsmittelpunkt. In Tarmstedt bestand Anschluss an die schon 1900 von der Bremisch-Hannoverschen Kleinbahn AG errichtete Schmalspurbahn nach Bremen (im Volksmund Jan Reiners genannt). Anfangs lagen die Bahnhöfe der beiden Bahnen 300 m auseinander, bis 1934 durch Verlängerung der Schmalspurbahn in Tarmstedt Ost ein unmittelbarer Übergang für Personen ermöglicht wurde. Im Güterverkehr gab es keine Übergabe. Eine geplante Verlängerung von Wilstedt nach Sagehorn an der Strecke Bremen–Hamburg kam aus Geldmangel nicht zustande.

## Geschichte
Am 21. August 1912 wurde die Kleinbahn Wilstedt-Zeven-Tostedt GmbH gegründet, Geschäftsführer wurde der Zevener Landrat Karl von Hammerstein-Gesmold. Am 1. April 1913 begannen die Bauarbeiten, im August war ein großer Teil der Strecke fertiggestellt. Durch den Ersten Weltkrieg gerieten die Bauarbeiten ins Stocken, sie wurden aber fortgeführt. Ab dem 15. März 1915 konnten erste Wagenladungen auf den fertig gestellten Streckenteilen zugestellt werden, am 22. Dezember 1916 wurde die Strecke landespolizeilich abgenommen. So konnte die Strecke am 2. Januar 1917 für den Güterverkehr und 15. Juni 1917 für den Personenverkehr in Betrieb genommen werden. Die Strecke war einfach gebaut, es gab keine großen Ingenieur-Bauwerke. Die Gleise hatten eine Sandbettung.
Ab 1934 übernahm das Landeskleinbahnamt die Betriebsführung.
Mit dem Einsatz der Triebwagen ab 1933 wurde auch der Verkehr ausgeweitet. Das machte sich auch in den Zahlen bemerkbar: Im Geschäftsjahr 1932 wurden 34.470 Personen befördert, im Geschäftsjahr 1938 waren es 118.167 Personen.
Seit 1948 fuhren die Personenzüge direkt in den Staats-Bahnhof Tostedt ein, der Kleinbahnhof wurde aufgegeben. 
Der Hauptverkehr war der Transport von landwirtschaftlichen Gütern, daneben auch Holz, Sand und Kies. 1928 wurden 83.800 t Güter befördert. Der Personenverkehr war nie bedeutend.
1950 wurde der Busverkehr aufgenommen. Auf der Schiene fand bald nur noch der Schülerverkehr nach Zeven und Sittensen statt.
Am 27. September 1964 wurde der Personenverkehr, der zuletzt mit Dieseltriebwagen gefahren wurde, zwischen Wilstedt und Zeven, am 25. September 1971 zwischen Zeven und Tostedt eingestellt. Ab 1967 waren es noch vier Zugpaare an Werktagen gewesen, der Rest wurde mit Bussen bedient. Dennoch wurden 1970 noch 130.000 Personen auf der Schiene befördert. Seither verkehrten im Personenverkehr nur noch einzelne Züge mit dem historischen Triebwagen. Zum 31. August 1981 wurde die Bahngesellschaft mit der Bremervörde-Osterholzer Eisenbahn fusioniert zur Eisenbahnen und Verkehrsbetriebe Elbe-Weser (evb), die eine Modernisierung der Verbindung für den Containerverkehr von Bremerhaven nach Hamburg plante. Der restliche Güterverkehr wurde offiziell zum 14. Dezember 2003 eingestellt, bis Mitte 2010 wurden nur noch Anschlüsse in Zeven bedient.

## Heute
Zwischenzeitlich war eine Entwidmung der Verbindung vorgesehen, wurde aber abgewendet. Der Abschnitt Zeven–Tostedt ist weiterhin im Besitz der evb und wird für den Güterverkehr genutzt. Der Abschnitt Wilstedt–Zeven ist seit dem 10. April 2007 stillgelegt und wurde von der Mittenwalder Eisenbahnimmobiliengesellschaft mbH & Co. KG (MEIG) des Unternehmers Axel Pötsch aus Berlin von der evb gekauft. Der Abschnitt wird seit Ende 2008 als Draisinenbahn genutzt. Ausgangspunkt ist der Bahnhof Wilstedt. Der Bahnhof Ostereistedt ist inzwischen auch durch die MEIG von der evb gekauft worden. Dort befinden sich Bahnwaggons zur Übernachtung von Gästen.
Zwischenzeitlich war die Trasse ab dem Abzweig von der Hauptstrecke Bremen–Hamburg in Tostedt bis nach Zeven mittels Schutzhalt Sh 2 gesperrt.
Die Streckensperrung wurde im Jahr 2009 teilweise aufgehoben, so dass im Spätsommer einige Züge mit Splitt für den Autobahnausbau von Tostedt kommend den Bahnhof Sittensen erreichten. Zum selben Zeitpunkt befand sich die Brücke über die Autobahn bei Sittensen im Neubau, so dass die Bahnstrecke hier unterbrochen war.
Der Abschnitt Zeven–Tostedt wurde im zweiten Quartal 2010 von den evb wieder instand gesetzt. Damit kann die evb ab 2010 durchgehenden Güterverkehr zwischen Bremerhaven und Hamburg anbieten.
Seit 2014 wird der gesamte Bereich Zeven–Tostedt abschnittsweise grundlegend saniert. Die Abschnitte Zeven-Nord–Heeslingen und Sittensen–Heidenau sind hierbei größtenteils bereits abgeschlossen, während im Herbst 2018 und Winter 2018/19 der Bereich zwischen Heidenau und Streckenkilometer 59,2 hinter Wüstenhöfen erneuert wird. Weitere Abschnitte sollen folgen.
In Heidenau (das bis mindestens 2009 noch über drei Gleise verfügte) wurde der zuletzt eingleisige Bereich 2019 um das wiederhergestellte nördliche Ausweichgleis ergänzt. Zudem wurde die Bahnsteigkante gesichert.
Anekdotische Besonderheit: Wegen der vorangegangenen langen Unterbrechung wurden bei Wiederaufnahme des Betriebs an mehreren Bahnübergängen spezielle Verkehrszeichen aufgestellt: gelbe Tafeln mit Zeichen 101 und dem Text: „Die Züge fahren wieder.“

## Fahrzeuge
Zur Betriebsaufnahme stand nur eine dreiachsige Dampflokomotive zur Verfügung. Zur Verstärkung wurden zwei belgische Lokomotiven zugewiesen, die aber nach Kriegsende zurückgegeben werden mussten. So wurden 1919 und 1920 jeweils zwei weitere dreiachsige Dampflokomotiven gebraucht gekauft. 1931 wurde eine ELNA 1 neu beschafft, die einzige ihrer Art, und als Nr. 8, ab 1949 350, eingesetzt. Sie wurde 1951 abgegeben, ist aber museal erhalten.
Schon in den 1930er Jahren wurden Triebwagen eingesetzt, 1933–1935 wurden drei Wismarer Schienenbusse (S.K. 1–3, ab 1949 T 145–147) angeschafft. Sie waren bis 1966 im Einsatz, der letzte noch im Dienstverkehr bis 1978. Dieser ist bei der Museums-Eisenbahn Minden erhalten.
Ab 1956 wurde auch der Güterverkehr verdieselt, eine Henschel DH 360 (V 274) wurde beschafft. 1961 wurde eine MaK 450 C (V 277) neu erworben. Zwischen 1956 und 1960 wurden drei Triebwagen gebraucht von der Deutschen Bundesbahn beschafft, darunter zwei VT 70.9, die als T 148 und T 149 eingesetzt wurden. Der dritte war ein VT 66.9, der die Nummer T 174 erhielt, er trug die Hauptlast des Schülerverkehrs, bis er 1974 mit einem Milchlaster kollidierte und anschließend verschrottet wurde.